# Luke Newton
Luke Paul Anthony Newton (né Atkinson) (Shoreham-by-Sea, 5 de febrero de 1993) es un actor británico. Es conocido por interpretar a Colin, el tercer hijo de Bridgerton, en Bridgerton de Netflix. También tuvo papeles en el drama de BBC Two The Cut (2009) y en la serie de Disney Channel The Lodge (2016-2017).

## Trayectoria
Newton creció en Shoreham-by-Sea, Sussex Occidental. Tiene una hermana menor, Lauren. Sus padres se divorciaron y su madre Michelle se volvió a casar en 2006. El padre de Newton era cantante de Stars in Their Eyes. Newton tiene dislexia y TDAH. Asistió a la escuela primaria St Nicolas and St Mary's, y luego a Northbrook College Sussex (ahora parte de Greater Brighton Metropolitan College).
Formó la banda de chicos South 4 con Oli Reynolds (entonces Evans), Joel Baylis y Henry Tredinnick. Fue descubierto por un agente en Brighton mientras estaba en una producción local de Billy Elliot. Luego pasó a formarse en la Escuela de Teatro Musical de Londres.
En 2010, Newton debutó en televisión en la serie para adolescentes de BBC Two The Cut como Luke Attwood, apareciendo en 11 episodios. En 2013, Newton hizo su debut profesional en el escenario como suplente de Elder Price en la presentación de The Book of Mormon en West End. Al año siguiente, apareció en dos episodios de la telenovela de la BBC Doctors como Sam Hern.
De 2016 a 2017, Newton protagonizó la serie de Disney Channel The Lodge como Ben Evans. Mientras aparecía en la serie, también participó en los dos álbumes de bandas sonoras que la acompañan. En el 2018, protagonizó la película para televisión de Syfy Lake Placid: Legacy como Billy.
En 2020, Newton comenzó a interpretar a Colin, el tercer hijo mayor de Bridgerton, en el drama de época de Netflix Bridgerton, producido por Shondaland. Un personaje secundario en las dos primeras temporadas, se anunció en mayo de 2022 que él y su coprotagonista Nicola Coughlan liderarían la tercera temporada, un cambio con respecto a la serie de libros románticos Regency de Julia Quinn en la que sus personajes lideran la cuarta novela Romancing Mr. Bridgerton. 
De acuerdo a un estudio de simetría facial, Luke Newton es el hombre bridgerton más bello de la serie en la actualidad; dejando en segundo lugar a Jonathan Bailey y en tercer lugar a Luke Thompson. 
Newton regresó al escenario junto a Amber Anderson en la reposición de 2023 de The Shape of Things en el Park Theatre.
Durante el verano de 2023, Newton prestó su voz para la película animada portuguesa Viana: La leyenda de los corazones de oro, como Thomas, un artesano de guitarras portugués que se enamora de la princesa Ana.

## Reconocimientos
En 2021, estuvo nominado en los Premios del Sindicato de Actores de Cine a la Mejor actuación de un reparto en una serie dramática.